# Windrush-schandaal
Het Windrush-schandaal was een politiek schandaal in het Verenigd Koninkrijk. Het Britse ministerie van Binnenlandse zaken bestempelde tussen 2012 en 2018 duizenden burgers met een migratieachtergrond ten onrechte als illegale immigranten. Het ministerie detineerde legale inwoners, beroofde hen van wettelijke rechten, onthield hen toegang tot gezondheidszorg en andere sociale voorzieningen, en deporteerde minstens 83 personen ten onrechte uit het Verenigd Koninkrijk.    
Veel van de getroffenen waren vóór 1973 uit voormalige Britse koloniën in het Verenigd Koninkrijk aangekomen. Ze hadden daardoor automatisch het recht verkregen om permanent te mogen blijven. Ze kwamen met name uit Brits-West-Indië en werden de “Windrush-generatie” genoemd, naar het schip Empire Windrush dat in 1948 de eerste groep migranten van de Caraïben naar het Verenigd Koninkrijk bracht.  
Het Windrush-schandaal wordt gezien als een direct gevolg van het zogenaamde vijandige omgevingsbeleid  (hostile environment policy) van het ministerie van Binnenlandse Zaken. Dit waren administratieve en wettelijke maatregelen die in 2012 onder het kabinet-Cameron I door minister Theresa May waren ingevoerd. Doel was om voor mensen zonder verblijfsvergunning het leven in het Verenigd Koninkrijk zo moeilijk mogelijk te maken.         

## Achtergrond
De Britse Nationaliteitswet van 1948 gaf de status van burger van het Verenigd Koninkrijk - en het recht op vestiging in het Verenigd Koninkrijk - aan iedereen die in een Britse kolonie geboren was. Tussen 1948 en 1970 verhuisden bijna een half miljoen mensen uit het Caribisch gebied naar Groot-Brittannië. Deze migratie werd aangemoedigd door de Britse regering, omdat het Verenigd Koninkrijk na de Tweede Wereldoorlog te kampen had met een ernstige tekort aan arbeidskrachten.  De eerste golf migranten naar het Verenigd Koninkrijk werd later “de Windrush generatie” genoemd,  naar de Empire Windrush, het schip dat in 1948 de eerste groep migranten naar het Verenigd Koninkrijk bracht.   
Veel van de landen waar de migranten vandaan kwamen werden na 1948 onafhankelijk, waardoor de migranten de nationaliteit kregen van hun oorspronkelijke land van herkomst. In de jaren 1960 en 1970 werd bij wet werd geregeld dat iedereen die vóór 1973 vanuit een Gemenebestland in het Verenigd Koninkrijk was aangekomen, automatisch het recht kreeg om permanent te blijven. Dit recht verviel als men het Verenigd Koninkrijk voor meer dan twee jaar verliet.  

## Beleid tegen immigratie

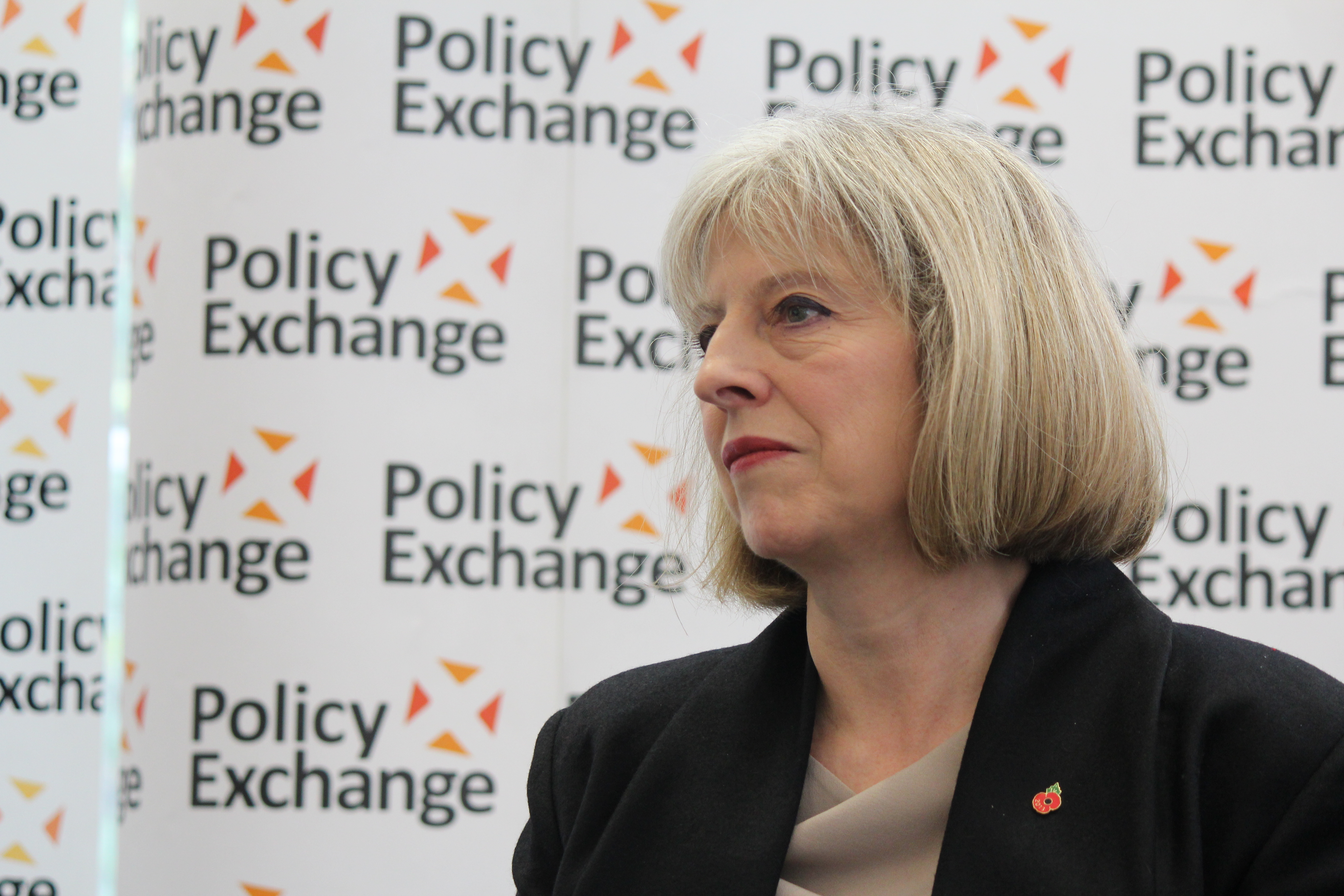
Theresa May, 2013

In oktober 2012 voerde toenmalig minister van Binnenlandse Zaken Theresa May het vijandige omgevingsbeleid in (hostile environment policy).  Dit waren administratieve en wettelijke maatregelen met als doel om voor mensen zonder verblijfsvergunning het leven in het Verenigd Koninkrijk zo moeilijk mogelijk te maken. Het beleid was onderdeel van een strategie om de immigratie in het Verenigd Koninkrijk terug te brengen; dit was een verkiezingsbelofte van de Conservatieve Partij  geweest voor de Lagerhuisverkiezingen van 2010. Het nieuwe beleid verplichtte verhuurders van woningen, werkgevers, de National Health Service, maatschappelijke organisaties, nutsbedrijven en banken om diensten te weigeren aan personen die niet konden aantonen dat ze legaal in het Verenigd Koninkrijk verbleven. 

## Gevolgen voor Windrush-generatie
Het ministerie van Binnenlandse Zaken werd al vanaf 2013 gewaarschuwd dat veel inwoners van de Windrush-generatie ten onrechte werden behandeld als illegale immigranten, als ze geen documenten konden overleggen die aantoonden dat ze vóór 1973 legaal het Verenigd Koninkrijk waren binnengekomen. Zulke documenten bestonden vaak niet en hadden ook nooit bestaan. Velen hadden als Britse onderdanen of ingezetenen van een Gemenebestland het wettelijk recht om naar het Verenigd Koninkrijk te komen en zich daar te vestigen. Zij hoefden geen visum of verblijfsvergunning aan te vragen, en hun aankomst in het VK was indertijd niet officieel geregistreerd. Het recht om permanent te mogen blijven was later automatisch toegekend aan iedereen die vóór 1973 was aangekomen; de meeste mensen hadden hiervan nooit een officiële bevestiging gekregen.  
Geschat wordt dat het Britse ministerie van Binnenlandse zaken 15.000 burgers ten onrechte heeft aangemerkt als illegale immigranten, met alle gevolgen van dien. Windrush-migranten die vanwege het gebrek aan officiële documenten ten onrechte als illegaal werden beschouwd, verloren soms hun baan, uitkering of huis. Sommigen kregen geen medische zorg meer van de National Health Service, anderen werden in detentiecentra geplaatst of mochten na een verblijf in het buitenland het Verenigd Koninkrijk niet meer in. In minstens 83 gevallen werden mensen ten onrechte het land uitgezet.   
De getroffenen, waaronder ook ouderen, kwamen voornamelijk uit het Caribisch gebied. Regeringsleiders en diplomaten van landen in deze regio probeerden tevergeefs bij de Britse overheid aandacht te vragen voor de situatie.  

## Schandaal komt aan het licht

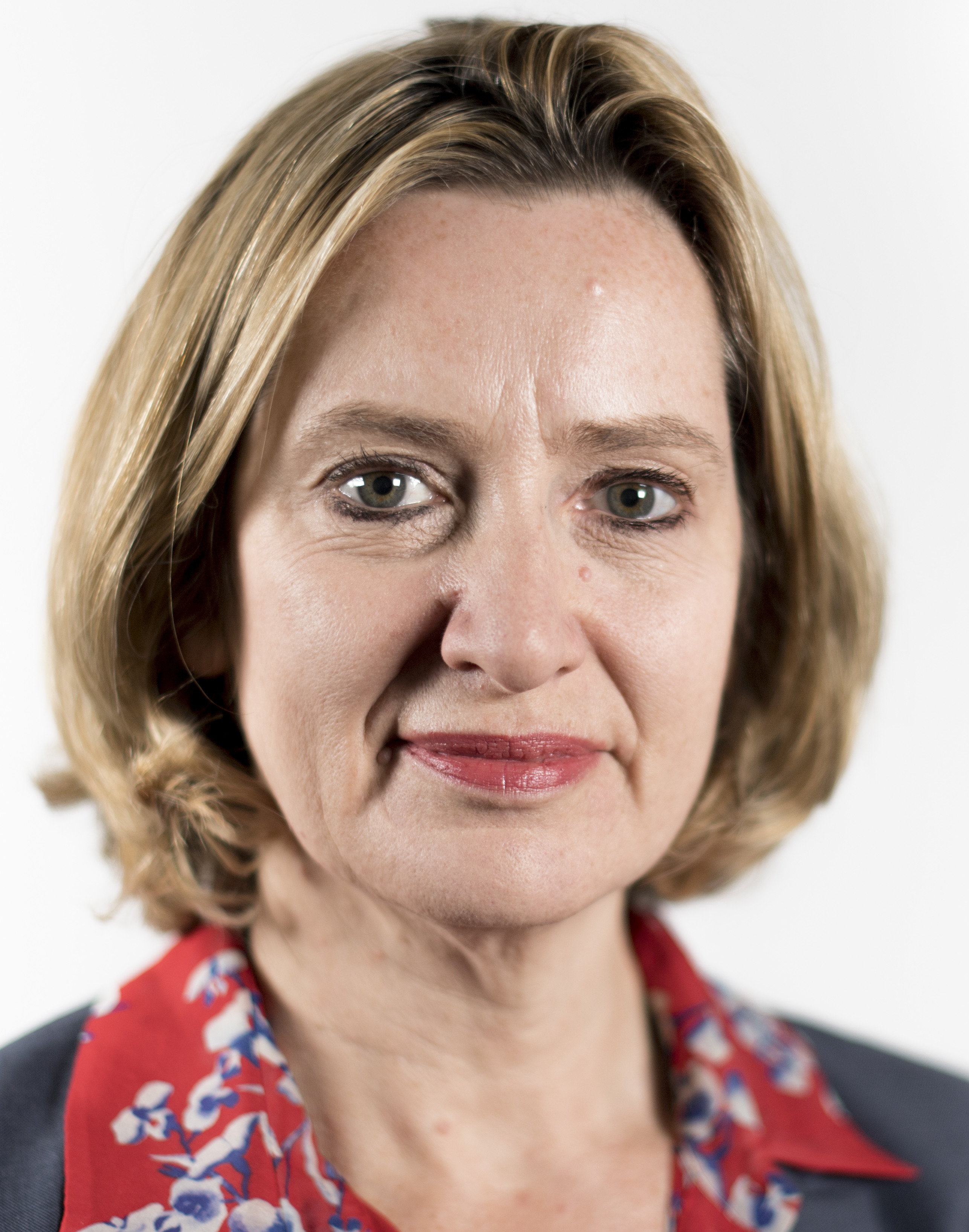
Amber Rudd, 2016

Vanaf november 2017 begonnen Britse kranten, met name The Guardian,  te melden dat de regering dreigde op grote schaal mensen te deporteren die al vóór 1973 uit Gemenebestgebieden in het VK waren aangekomen. Op basis van cijfers van het Migration Observatory van de Universiteit van Oxford werd geschat dat het uiteindelijk in totaal om 57 000 migranten uit het Gemenebest zou kunnen gaan. Labour parlementariër David Lammy wist in 2018 met vragen in het Lagerhuis politieke en publieke aandacht te trekken.
Het schandaal werd in verband gebracht met het “vijandige omgevingsbeleid” dat Theresa May, inmiddels premier,  als minister van Binnenlandse Zaken had ingevoerd. Het ministerie van Binnenlandse Zaken werd ervan beschuldigd dat ze al sinds 2013 op de hoogte waren van de negatieve gevolgen van het “vijandige omgeving beleid” voor Windrush-immigranten, maar dat ze hier niets aan hadden gedaan. Ook zou het Ministerie koste wat kost eerder gestelde doelen voor het aantal te deporteren 'illegalen' hebben willen halen. Daarom zou men zich zijn gaan richten op 'gemakkelijke' gevallen als oudere Caribische migranten. Het schandaal leidde in april 2018 tot het aftreden van May's opvolger Amber Rudd. Premier May bood namens de regering excuses aan.

## Onderzoek en compensatie
Een onafhankelijk onderzoek concludeerde in maart 2020 in het rapport Windrush Lessons Learned dat er binnen het ministerie van Binnenlandse Zaken sprake was van “onwetendheid en onnadenkendheid”, en dat de problemen “te voorzien en te vermijden” waren geweest. Verder werd vastgesteld dat de immigratieregels waren aangescherpt “met volledige minachting voor de Windrush generatie” en dat ambtenaren “irrationele” eisen hadden gesteld betreffende de documenten die moesten worden overlegd om aan te tonen dat iemand het recht had om in het Verenigd Koninkrijk te blijven. 
In december 2018 werd een compensatieregeling aangekondigd, maar in november 2021 had naar schatting slechts 5 procent van de slachtoffers een schadevergoeding ontvangen. Van de gedupeerden die daarvoor in aanmerking kwamen waren er 23 overleden voordat ze de betalingen ontvingen.